# Henry Rider Haggard
Henry Rider Haggard, född 22 juni 1856 i Bradenham, Norfolk, död 14 maj 1925 i London, var en brittisk författare under den viktorianska eran.

## Biografi
Henry Rider Haggard föddes i Norfolk den 22 juni 1856 som nummer åtta av sammanlagt tio barn till Sir William Meybohm Rider Haggard, barrister, och Ella Doveton, författare och poet.
Efter att fullgjort sin militärtjänstgöring åkte Haggard 1875 till Sydafrika som guvernörssekreterare och stannade där i flera år. 1881 återvände han till England där han gifte sig och utbildade sig till jurist.

## Författarskap
Haggard var känd för sina fantastiska äventyrsberättelser ofta med afrikanska inslag. En av hans återkommande karaktärer är Allan Quatermain. Haggards verk är flitigt översatta. Haggard har även skrivit böcker om lantbruk.